# Малаборза (Месина)
Малаборза је насеље у Италији у округу Месина, региону Сицилија.
Према процени из 2011. у насељу је живело 49 становника. Насеље се налази на надморској висини од 736 м.